# Paulo Hamasaki
Paulo Yasukazu Hamasaki (Araçatuba, 29 de setembro de 1941 – 10 de dezembro de 2015) foi um quadrinhista brasileiro.

## Biografia
Descendente de japoneses, iniciou naos 18 na Editora Continental, produzindo quadrinhos de terror, indicado por Júlio Shimamoto, trabalhou com Maurício de Sousa na concepção do tabloide dominical Folhinha do jornal Folha de S.Paulo, sendo logo depois contratado como diretor de arte e arte-finalista da Bidulândia Serviços de Imprensa atual Maurício de Sousa Produções, em 1964, ilustrou a quadrinização do conto "A Única Testemunha" de Rubens Francisco Lucchetti, publicada na segunda edição da revista O Corvo da Editora Outubro, para a GEP de Miguel Penteado, ilustrou  No Mundo dos Gigantes, roteirizada por Gedeone Malagola e publicada na revista "Edições GEP, revista que publicou pela primeira vez no Brasil, as histórias dos X-Men da Marvel Comics, pela editora Regiart, publicou o herói selvagem Jongo. Em 1971, ilustrou a série Cris, a Repórter na revista Contigo! da Editora Abril, em 1973, pela editora Minami & Cunha de Minami Keizi e Carlos da Cunha, publicou o one-shot Sanjuro, O Samurai Impiedoso parceria com Paulo Fukue, que conta a história de um samurai no Velho Oeste, o personagem foi inspirado no personagem do filme Tsubaki Sanjūrō (1962) e Akira Kurosawa, ainda na década de 1970, foi diretor de arte na Editora Noblet, na década de 1980, atuou na Grafipar de Curitiba, onde publicou Torn, um homem das cavernas inspirado no tarzanide Thun'da, criado por Frank Frazetta, o personagem também foi publicado em 1987 na revista do tarzanide italiano Akim publicada pela Editora Noblet, onde também publicou o personagem infantil Miudo. Na EBAL, ilustrou histórias do Zorro Capa e Espada. Tempo depois, fundou a própria editora, a Comércio de Livros e Revistas Hamasaki Ltda, publicando os personagens Torn e Ágata  Na década de 1990, publicou na revista Superalmanaque Astronauta, em 1996, é homenageado pelo Prêmio Angelo Agostini, ganhando o troféu mestre do quadrinho nacional.
Seus últimos trabalhos foram publicados pela Editora Noblet: a revista de terror Arrepio  e de faroeste Cavaleiro do Oeste.